# Hypogastrura inopinata
Hypogastrura inopinata är en urinsektsart som beskrevs av Louis Deharveng och Le Cong Man 2002. Hypogastrura inopinata ingår i släktet Hypogastrura och familjen Hypogastruridae. Inga underarter finns listade i Catalogue of Life.